# Mary J. Blige
Mary Jane Blige (11 de janeiro de 1971) é uma cantora, compositora, rapper, atriz e empreendedora estadunidense. Comumente referida como "Rainha do Hip-Hop Soul" e "Rainha do R&B", suas conquistas incluem nove Grammy Awards, um Primetime Emmy Award, quatro American Music Awards, doze NAACP Image Awards e doze Billboard Music Awards, incluindo um Billboard Icon Award.
Sua carreira começou em 1988 quando ela assinou com a Uptown Records pelo seu fundador, Andre Harrell. Em 1992, Blige lançou seu álbum de estreia, What's the 411?, que foi creditado por introduzir a mistura de R&B e hip-hop na cultura popular mainstream. Seu álbum de remixes de 1993 tornou-se o primeiro álbum de uma cantora a ter a participação de um rapper em toda faixa, popularizando o rap como colaboração. What's the 411? e My Life (1994) foram ambos incluídos na lista dos 500 Melhores Álbuns de Todos os Tempos da revista Rolling Stone. Ao longo de sua carreira, Blige já lançou 15 álbuns de estúdio, com quatro deles alcançando o topo da Billboard 200. Dentre seus maiores sucessos, incluem-se "Real Love", "You Remind Me", "I'm Goin' Down", "Not Gon' Cry", "Everything", "No More Drama", "Be Without You", "One" (com U2) e "Family Affair", que liderou a Billboard Hot 100.
Blige aumentou sua popularidade com uma carreira na atuação. Ela foi indicada a dois Oscars, por seu papel coadjuvante como Florence Jackson em Mudbound (2017) e pela canção do filme, "Mighty River", tornando-se a primeira pessoa indicada por atuação e composição no mesmo ano. Seus outros papéis no cinema incluem Prison Song (2001), Rock of Ages (2012), Betty and Coretta (2013), Black Nativity (2013), Trolls World Tour (2020), Body Cam (2020), The Violent Heart (2021), Respect (2021) e Rob Peace (2024). Seus trabalhos na televisão incluem as séries The Umbrella Academy (2019) e Power Book II: Ghost (2020-2024).
Blige recebeu um Legends Award no World Music Awards de 2006, um Voice of Music Award da ASCAP em 2007 e uma estrela na Calçada da Fama de Hollywood em 2018. Em 2010, a Billboard classificou Blige como a cantora de R&B/Hip-Hop mais bem sucedida dos últimos 25 anos. Em 2017, a revista nomeou "Be Without You" a canção de R&B/Hip-Hop mais bem sucedida de todos os tempos, passando um total de 75 semanas no gráfico Hot R&B/Hip-Hop Songs e liderando-o por 15 semanas. Blige foi destaque em listas como a dos 100 Maiores Artistas de Todos os Tempos da VH1 (2011), das 100 pessoas mais influentes do mundo da Time (2022) e das 200 Maiores Cantoras de Todos os Tempos da Rolling Stone (2023). Em 2024, ela foi introduzida no Rock and Roll Hall of Fame.

## Biografia

### 1971–1991: Infância e Início na Música
Mary Jane Blige, nasceu em 11 de janeiro de 1971, no Bronx, Nova York. É a segunda de quatro filhos nascidos de Cora, uma enfermeira, e Blige Thomas, um ex-militar e músico de jazz. Blige aprendeu a cantar com seu pai, um veterano da Guerra do Vietnã que sofria de transtorno de estresse pós-traumático e alcoolismo. Blige passou seus primeiros anos em Richmond Hill, Georgia, onde ela cantou em uma igreja Pentecostal.  Aos 5 anos de idade, foi vitima de abuso sexual por um amigo da família.
Após o divórcio de seus pais, em meados da década de 1970, se mudou com sua mãe e seus irmãos para um pequeno apartamento no projeto habitacional Schlobohm, em Yonkers. Quando adolescente, Mary teve problemas com álcool e drogas, o que a fez abandonar a escola. Então passou a se dedicar integralmente a música, e passou um curto período em uma banda de Yonkers chamada Pride.
Em 1988, aos 17 anos, gravou um cover improvisado de "Caught Up in the Rapture" de Anita Baker em uma cabine de gravação no Galleria Mall em White Plains, Nova York. O namorado de sua mãe, na época, mandou a fita para Jeff Redd, um A&R da Uptown Records/MCA Records. Redd gostou, e enviou para o CEO da gravadora, Andre Harrell, que em 1989, ofereceu a Blige seu primeiro contrato, como vocalista de apoio de outros artistas contratados da gravadora.

### 1992-1996:What's the 411?eMy Life
Mary foi se destacando como vocal de apoio, e Jeff Redd, convenceu os executivos da gravadora a investir nela como vocalista principal. A produção para seu álbum de estreia começou em 1992, onde foi apresentada ao produtor musical e executivo do projeto, Sean "Puffy" Combs. Estabelecer Blige como uma cantora de R&B, tornou-se o objetivo primordial de Sean, dado o fato de que as cantoras de R&B, na época, eram muito populares e seria um ótimo negócio para a gravadora.
Em 28 de julho de 1992, foi lançado o primeiro álbum de Blige, What's the 411?. Com criticas positivas, o álbum alcançou a posição seis na Billboard 200, e liderou a parada de álbuns de R&B/Hip-Hop. O primeiro single do álbum, "You Remind Me", chegou ao topo da R&B singles chart naquele verão. O segundo single, "Real Love", foi lançado no outono, e também liderou a parada de singles R&B, e tornou-se o primeiro top dez de Blige na Billboard Hot 100, atingindo o 7º lugar. Ambos os singles receberam certificados de ouro por suas vendas. Mais singles foram lançados em 1993, "Sweet Thing", "Love No Limit" e "You Don't Have to Worry". Até o final do ano, What's the 411? havia vendido mais de três milhões de cópias. Com o sucesso, Sean Combs saudou a cantora como A Rainha do Hip-hop Soul. O álbum é visto pelos críticos como um dos mais importantes da década de 1990, trazendo narrativas centradas nas experiências e problemas das mulheres negras, inovador para a época.
No inverno de 1993, novamente supervisionada por Combs, Blige começou a produzir seu segundo álbum. No momento ela estava em depressão clínica, lutando contra drogas e álcool, além de estar em um relacionamento abusivo com o cantor K-Ci Hailey, o que refletiu em suas composições.
Em 29 de novembro de 1994, foi lançado seu segundo álbum, "My Life". Aclamado pela crítica, o álbum alcançou a posição sete na Billboard 200, e primeiro lugar na parada de álbuns de R&B/Hip-Hop, por vender 481.000 cópias em sua primeira semana. "Be Happy", o primeiro single, chegou ao número 29 na Hot 100. Foi seguido por "I'm Goin' Down", "Mary Jane (All Night Long)", "You Bring Me Joy" e "I Love You". O álbum vendeu cerca de 3 milhões de cópias nos EUA, sendo certificado com platina tripla pela RIAA. A revista Rolling Stone colocou o álbum na posição 279, na lista dos "500 melhores álbuns de todos os tempos", e também foi incluído na lista dos "100 melhores álbuns de todos os tempos" da Time.
Blige se envolveu em vários projetos fora, fez um cover de "(You Make Me Feel Like) A Natural Woman" da Aretha Franklin, para a trilha sonora da série New York Undercover, e "Everyday It Rains" (co-escrita por Faith Evans) para a trilha sonora do documentário, The Show. Naquele verão, ela colaborou com o rapper Method Man, na canção "I'll Be There for You/You're All I Need to Get By". Também gravou a música "Not Gon' Cry", em parceria com o  Babyface, para a trilha sonora do filme Waiting to Exhale. O single chegou ao segundo lugar na Billboard Hot 100 no início de 1996, e se tornou seu maior sucesso comercial na época, recebendo certificado de platina. Blige ganhou seu primeiro Grammy Award por Melhor performance Rap por um Dueto ou Grupo, por sua colaboração com Method Man. "My Life" também foi indicado ao Grammy de Melhor Álbum de R&B. Ainda em 1996, colaborou com o rapper Jay-Z na canção "Can't Knock the Hustle", lançado no álbum de estreia do rapper, Reasonable Doubt.

### 1997-2000:Share My WorldeMary
Lançado em 22 de abril de 1997, Share My World, é o terceiro álbum de estúdio de Mary J. Blige. O álbum serve como uma continuação de seu álbum anterior My Life. Share My World se tornou o primeiro álbum de Blige a atingir o topo da Billboard 200, vendendo 317.000 cópias na primeira semana, enquanto permaneceu no topo da Top R&B/Hip-Hop Albums por quatro semanas. Também se tornou o primeiro álbum da cantora a atingir o top 40 das paradas britânicas, ficando no top 10. O álbum gerou seis singles de sucesso: "Not Gon' Cry", "Love Is All We Need," "I Can Love You," "Everything," "Missing You" and "Seven Days". O álbum rendeu a Blige mais uma nomeação ao Grammy, de Melhor Performance Vocal Feminina de R&B. Desde seu lançamento, o disco que é um de seus mais vendidos tem recebido aclamação dos críticos musicais.
No início de 1998, Blige ganhou o American Music Award de "Álbum Favorito de Soul/R&B". Naquele verão, ela embarcou na "Share My World Tour", que resultou em um álbum ao vivo lançado no final daquele ano, intitulado de The Tour. No mesmo ano, Blige fez sua estreia como atriz no seriado The Jamie Foxx Show, interpretando a sulista Ola Mae, filha de um pastor que queria cantar mais do que música gospel.
Em 1999, George Michael e Blige fizeram um cover da música 'As' de Stevie Wonder, que foi lançado como o segundo single do álbum de maiores sucessos de Michael, "Ladies & Gentlemen: The Best of George Michael". O single foi um sucesso na Europa, e alcançou o quarto lugar na parada do Reino Unido, porém, a faixa não foi lançada na versão americana do álbum ou como single nos EUA. Michael culpou a gravadora de Blige por boicotar a faixa na América, devido sua prisão na época, por ato obsceno.
Em 17 de agosto de 1999, o quarto álbum de Blige, intitulado Mary, foi lançado. Ele marcou um afastamento de seu som mais familiar, orientado para o hip hop; Este apresentava canções reminiscentes do soul dos anos 1970 e início dos anos 1980. Em 14 de dezembro de 1999, o álbum foi relançado como um disco duplo. O segundo disco trouxe os clipes dos singles "All That I Can Say" e "Deep Inside", e duas faixas bônus: "Sincerity" (participação de Nas, DMX e Andy Hogan), e "Confrontation" (uma colaboração com a dupla de hip hop Funkmaster Flex &  Big Kap). O álbum foi elogiado pela crítica, e recebeu certificado de platina dupla.

### 2001-2004:No More DramaeLove & Life
Em janeiro de 2001, Blige se apresentou como convidada especial no show do intervalo do Super Bowl XXXV.

Em 28 de agosto de 2001, Blige lançou seu quinto álbum de estúdio, No More Drama. O primeiro single do álbum, "Family Affair" se tornou o seu primeiro single número um na Billboard Hot 100, onde permaneceu por seis semanas consecutivas. Foi seguido por mais dois hits, "Dance for Me" com participação do rapper Common, e a faixa-título, que foi originalmente gravada para o álbum Mary.

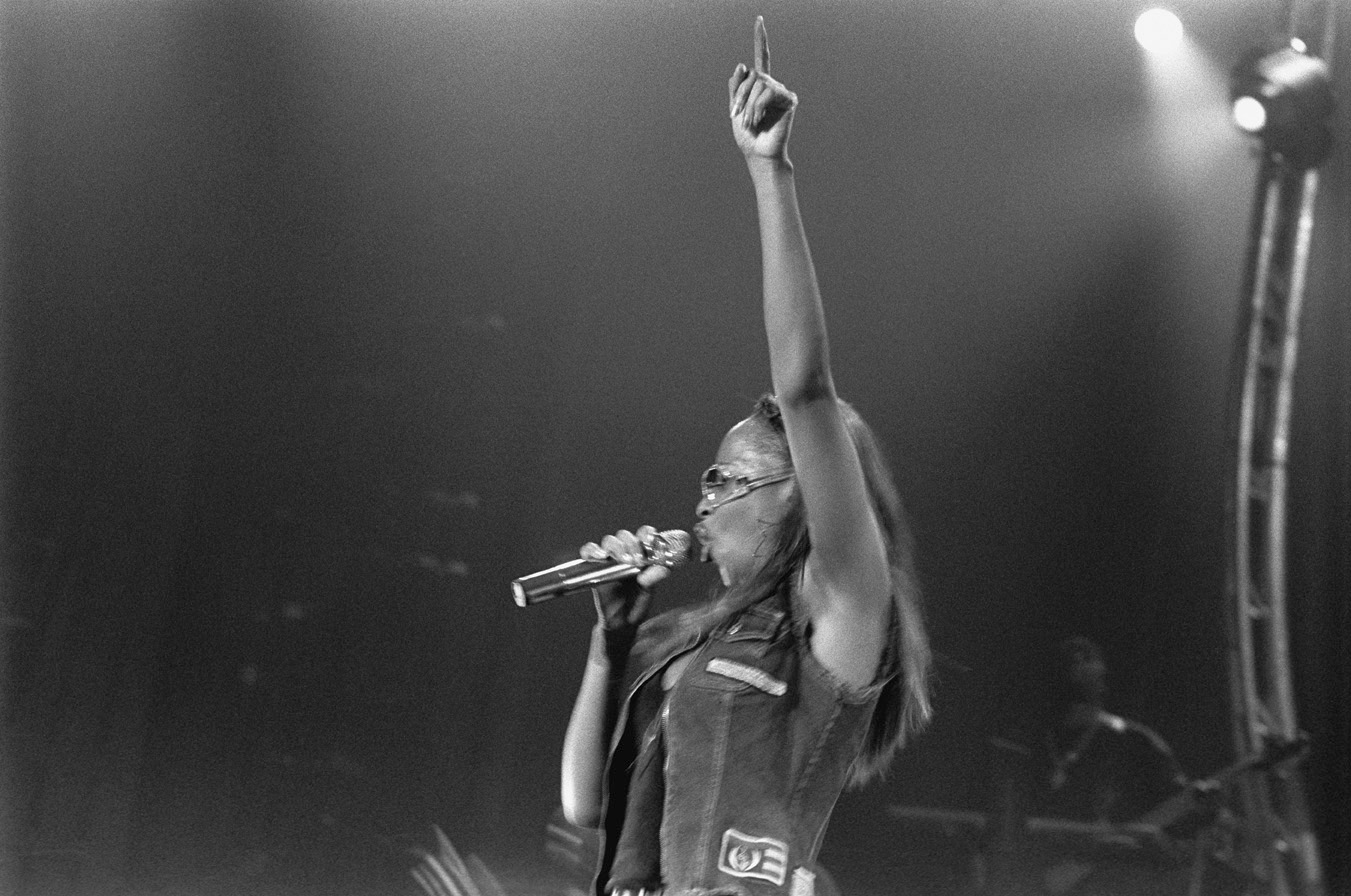
Hamburg/Alemanha, 2000.

Apesar do álbum ter vendido mais de 2 milhões de cópias nos EUA, a MCA não ficou satisfeita com as suas vendas, e relançou o álbum em 29 de Janeiro de 2002. O relançamento apresentou uma nova capa, deletou três das canções originais e adicionou duas novas, uma das quais foi o quarto single que chegou no top 20 da Hot 100, "Rainy Dayz" (com a participação de Ja Rule), mais dois remixes; um da faixa-título, feito por Puff Daddy, e a versão single de "Dance for Me" com Common. O álbum vendeu mais um milhão de cópias (3.2 milhões no total) nos EUA. e sete milhões mundialmente. Blige ganhou um Grammy de 'Melhor Peformance Vocal Feminina de R&B' pela canção "He Think I Don't Know". Em Abril de 2002, Blige cantou com Shakira a canção "Love Is a Battlefield" no show VH1 Divas, em Las Vegas, ela também cantou "No More Drama" e "Rainy Dayz" como um dueto com Whitney Houston, que estava retornando.
Em 22 de julho de 2002, MCA lançou Dance for Me, uma coletânea de remixes de alguns de seus hits anteriores.
Em 26 de Agosto de 2003, o sexto álbum de Blige, Love & Life, foi lançado pela Geffen Records (que havia absorvido a MCA Records). Blige colaborou com seu antigo produtor Sean Combs, e as expectações estavam altas. Apesar de ter estreado em primeiro lugar da Billboard 200, vendendo 285.298 cópias na primeira semana, não consegui manter o sucesso de seus álbuns anteriores. O primeiro single, "Love @ 1st Sight", mal chegou ao top 10 na Hot R&B/Hip-Hop Songs. Os próximos singles, "Ooh!", "Not Tonight" com a participação de Eve e "Whenever I Say Your Name" com a participação de Sting, e "It's a Wrap" se saíram pior. Foi certificado como platina nos EUA, mas se tornou seu álbum menos vendido, até então. Ambos os críticos e fãs criticaram o disco, citando falta de consistência e manobras visíveis para recapturar a antiga glória da dupla Blige/Combs. O álbum foi nomeado para o Grammy de "Melhor Álbum de R&B Contemporâneo" em 2004.

### 2005-06:The BreakthrougheReflections – A Retrospective
A Geffen Records lançou o sétimo álbum de Blige, The Breakthrough, em 20 de Dezembro de 2006. Estreou em primeiro lugar em ambas as paradas Billboard 200 e Top R&B/Hip-Hop Albums. Vendendo 727.000 cópias na semana de lançamento, se tornou o maior número de vendas na primeira semana por uma artista de R&B na história da Nielsen SoundScan, o quinto maior número de vendas na primeira semana por uma artista, e a quarta maior estreia de 2005. The Breakthrough vendeu mais de três milhões de cópias nos EUA. e sete milhões mundialmente, se tornando um dos cinco álbuns mais vendidos de 2006.

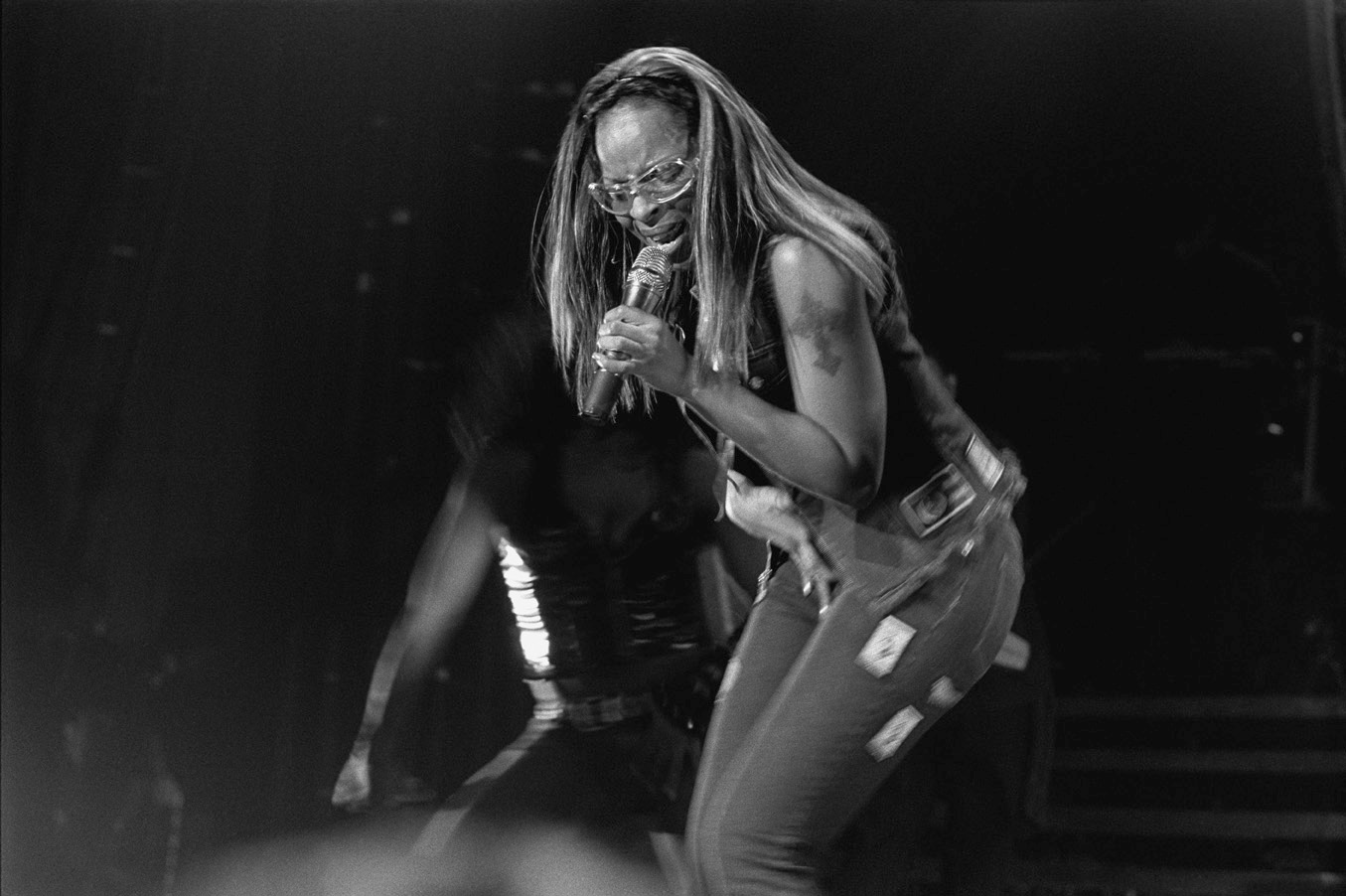

O primeiro single, "Be Without You", chegou ao número três da Billboard Hot 100, enquanto que chegou ao topo na parada de R&B por um recorde de quinze semanas consecutivas; permaneceu na parada por mais de dezesseis meses. "Be Without You" fez sucesso no Reino Unido (chegando ao final do top quarenta) se tornou o single de Blige que ficou mais tempo na UK Singles Chart. O álbum produziu mais três singles incluindo mais dois hits no top cinco de R&B—"Enough Cryin'", que apresenta o alter-ego de Blige Brook-Lynn (com quem apareceu no remix de "Touch It", de Busta Rhymes em 2006); e "Take Me as I Am" (que usa um sample de "A Garden of Peace", de Lonnie Liston Smith). O dueto de Blige com a banda U2, no cover do hit deles de 1992, "One" deu a ela seu maior hit até hoje no Reino Unido, chegando ao número dois da UK Singles Chart eventualmente sendo certificado como um dos quarenta singles mais vendidos de 2006.; O sucesso do álbum rendeu a Blige nove Billboard Music Awards, dois American Music Awards, dois BET Awards, dois NAACP Image Awards, e um Soul Train Award. Ela recebeu oito nomeações para o Grammy Awards em 2007, mais do que qualquer artista naquele ano. "Be Without You" foi nomeada para ambos os prêmios de "Gravação do Ano" e "Canção do Ano". Blige ganhou três: "Melhor Performance Vocal de R&B Feminino", "Melhor Canção de R&B" (ambas por "Be Without You"), e "Melhor Álbum de R&B" por The Breakthrough. Blige completou uma temporada de varredura dos "grandes três" prêmios de música, tendo ganho dois American Music Awards em Novembro de 2006 e nove Billboard Music Awards em Dezembro de 2006.
Em dezembro de 2006, uma coletânea de sucessos chamada Reflections - A Retrospective foi lançada, e trazia quatro canções inéditas, incluindo o primeiro single "We Ride (I See the Future)". No Reino Unido, porém, "MJB da MVP" (que apareceu em uma versão diferente e mais curta em The Breakthrough) foi lançada como o primeiro single da coletânea. O álbum estreou em 9º lugar nos Estados Unidos, vendendo mais de 170.000 cópias na semana de estreia, enquanto alcançou o número 40 no Reino Unido. Vendeu mais de 1.6 milhão de cópias. Em 2006, gravou um dueto com o rapper Ludacris, "Runaway Love", que é o terceiro single no álbum dele, Release Therapy. Alcançou o top cinco da Billboard Hot 100, e da parada de R&B. Blige foi apresentada com Aretha Franklin e The Harlem Boys Choir na trilha sonora do filme Bobby  de 2006, na faixa "Never Gonna Break My Faith". A canção foi nomeada para um Globo de Ouro e ganhou o Grammy de Melhor Performance Gospel.

### 2007–2010:Growing Pains e Stronger with Each Tear
Em fevereiro de 2007, participou da série Ghost Whisperer, no episódio "Mean Ghost", como a personagem Jackie Boyd, uma treinadora de líderes de torcida, em luto pela morte de seu irmão e afetada pelo fantasma de uma líder de torcida morta. A trilha sonora do episódio apresenta músicas de Blige.
Seu oitavo álbum de estúdio, "Growing Pains", foi lançado em 18 de dezembro de 2007, estreando em segundo lugar na Billboard  200, e em primeiro lugar na parada Top R&B/Hip-Hop Albums. Vendeu 629 mil cópias em sua primeira semana. Em sua segunda semana, o álbum alcançou o primeiro lugar, tornando-se seu quarto álbum em primeiro lugar. O single principal, "Just Fine", alcançou a posição 22 na Hot 100, e a terceira posição na parada Hot R&B/Hip-Hop Songs. Just Fine" foi indicada ao Grammy de "Melhor Performance Vocal Feminina de R&B" e "Melhor Álbum de R&B Contemporâneo", e Blige ganhou o de "Melhor Performance de R&B por um Duo ou Grupo com Vocais" por seu dueto com Chaka Khan de "Disrespectful " (lançado no álbum "Funk This" de Khan).
Em março de 2008, Mary fez a turnê "Heart of the City Tour", pela América do Norte, em parceria com o rapper Jay-Z. No mesmo ano, anunciou a "Growing Pains European Tour", que começou em maio de 2008, e continuou até julho de 2008. Além de visitar toda a Europa, Blige também se apresentou em quatro datas na Austrália.
Em 2009, Blige foi homenageada na Cerimônia BET Honors. Seu nono álbum de estúdio, Stronger with Each Tear, foi lançado em 21 de dezembro de 2009, estreando em segundo lugar na Billboard 200, e em primeiro lugar na parada Top R&B/Hip-Hop Albums, vendendo 332.000 unidades em sua semana de lançamento.
No Grammy Awards de 2010, Blige se apresentou com o tenor Andrea Bocelli, eles fizeram um cover de "Bridge over Troubled Water". No mesmo ano Mary fez parte do grupo de cantores famosos que regravaram a antiga música We are the World, em prol do terremoto no Haiti.

### 2011–2013:My Life II... The Journey Continues (Act 1)eA Mary Christmas
Em julho de 2011, Blige lançou a música "The Living Proof" como single principal da trilha sonora do filme The Help.   Em agosto de 2011, lançou seu primeiro single de décimo álbum de estúdio, "My Life II... The Journey Continues (Act 1)", que foi lançado em novembro. O álbum estreou em 5º lugar na Billboard 200, vendendo 156.000 cópias na primeira semana; e recebeu certificado de Ouro em 2012, por vender 763.000 unidades nos EUA. O single "Mr. Wrong" com participação do rapper Drake foi o single de maior sucesso do álbum, alcançando a décima posição na parada R&B/Hip-Hop.
Em junho de 2012, chegou aos cinemas, Rock of Ages, adaptação cinematográfica do musical da Broadway, onde ela interpretou Charlier, dona de um clube para rapazes na Sunset Strip.
Em fevereiro de 2013, Blige estrelou o filme Lifetime "Betty & Coretta" ao lado de Angela Bassett. Ela interpretou a Dra. Betty Shabazz, viúva de Malcolm X. Em 15 de outubro, Mary lançou o álbum natalino, intitulado "A Mary Christmas", que inclui colaborações com Barbra Streisand, Marc Anthony e Jessie J. No início de dezembro, A Mary Christmas chegou a 10ª posição na Billboard 200.

### 2014–2020:The London Sessions,Strength of a Woman e Indicações ao Oscar
Em 2 de junho de 2014, Blige se juntou ao cantor Sam Smith, em uma nova versão do sucesso "Stay with Me". Um videoclipe ao vivo da música foi lançado no mesmo dia. Blige passou um mês em Londres gravando seu novo álbum no RAK Studios com uma série de jovens artistas britânicos, incluindo Disclosure, Naughty Boy, Emeli Sandé e Sam Smith. Dez novas músicas, co-escritas e gravadas pela cantora, foram lançadas em 24 de novembro de 2014, em um álbum intitulado "The London Sessions".  Naquele mesmo mês, ela anunciou que deixou a Geffen e a Interscope, e assinou com a Capitol Records.
Em 30 de setembro de 2016, Blige estrelou o podcast,, "The 411", no Apple Music. Em seu episódio de estreia, ela entrevistou Hillary Clinton. Em outubro do mesmo ano, participou da série "How to Get Away with Murder", como uma velha conhecida de Annalise Keating, interpretada por Viola Davis.
Em 28 de abril de 2017, seu décimo terceiro álbum de estúdio, "Strength of a Woman", foi lançado, alcançando a terceira posição na Billboard 200, número dois na parada de álbuns de R&B/Hip-Hop e liderou a parada de álbuns de R&B. Ainda em 2017, estrelou o filme dramático de época Mudbound, Interpretando Florence Jackson, a matriarca de sua família. Ela recebeu muitos elogios da critica especializada por sua atuação, e foi indicada ao Oscar de Melhor Atriz Coadjuvante, em 2018, também, foi indicada ao Oscar de Melhor Canção Original, pelo tema do filme, se tornando a primeira pessoa indicada ao Oscar de atuação e canção no mesmo ano.
Em 16 de abril de 2019, Blige anunciou que entraria em uma turnê de verão na América do Norte com o rapper Nas, intitulada "The Royalty Tour". Em 23 de junho,, ela foi homenageada no BET Awards com o Lifetime Achievement Award, por suas contribuições para a indústria musical. No mesmo ano, participou da série da Netflix, "The Umbrella Academy", como a personagem Cha-Cha.
Em 2020, Blige estrelou o filme de terror, "Body Cam".

### 2021–presente:Good Morning GorgeouseSuper Bowl
Em junho de 2021, Blige comemorou o 25º aniversário de seu álbum "My Life" com o lançamento de um documentário no Amazon Prime, "Mary J. Blige's My Life". Em agosto, chega aos cinemas "Respect", cinebiografia sobre a vida e carreira da cantora Aretha Franklin, onde Blige interpretou a cantora Dinah Washington. Em dezembro, foi anunciado que Blige havia fundado sua nova gravadora "Mary Jane Productions". Junto com a notícia veio o lançamento de dois novos singles, "Good Morning Gorgeous" e "Amazing" com participação do DJ Khaled. As músicas estão presentes no seu décimo quarto álbum de estúdio, também intitulado "Good Morning Gorgeous", que foi lançado em 11 de fevereiro de 2022.
Em 13 de fevereiro de 2022, Blige se apresentou no show do intervalo do Super Bowl LVI, ao lado dos colegas rappers americanos Dr. Dre, Eminem, Kendrick Lamar, Snoop Dogg, 50 Cent e Anderson .Paak.  Em maio, Blige foi listada como uma das 100 pessoas mais influentes do mundo pela revista TIME.  Em setembro, ela recebeu o Primetime Emmy Award de "Melhor Variedade Especial (Ao Vivo)" pelo show do intervalo do Super Bowl.
Em outubro de 2023, Blige lançou uma versão especial de "A Mary Christmas", que contou com quatro faixas adicionais.

## Legado
Ao longo de mais de 30 anos de carreira, Blige acumulou mais de 80 prêmios a nível internacional e foi intitulada a "Rainha do Hip-Hop/Soul"; Ela é creditada por influenciar a junção entre o hip-hop e o R&B. O The New Yorker declarou que seus álbuns "What's the 411?" e "My Life" foram importantes para inventar "de maneira destacável o som que revigorou as rádios urbanas e se inspirou o hip-hop e R&B nos anos 90". O The Daily Telegraph comentou que Blige é uma "figura de imensa influência na música popular", por "ter inventado o que hoje chamamos de R&B a partir da combinação de vocais femininos com músicas masculinas de hip-hop e rap. No mundo inteiro, essa receita hoje domina os charts".
Blige é frequentemente citada por seu significativo impacto na representação da feminilidade negra no âmbito do hip-hop, cujo é notoriamente um meio centrado em homens, e por ser uma artista que influenciou o estilo do hip-hop na moda, através do estilo ghetto-fabulous - um estilo derivado do hip-hop que exibe elementos de ostentação com traços de street style -, com penteados e roupas.
Ela recebeu prêmios e conquistas notáveis. Em 2010, foi eleita uma das "100 Melhores Artistas de Todos os Tempos" na lista da VH1, tendo ficado em 80º lugar. Foi listada também como uma das 50 cantoras de R&B mais importantes na lista da Essence.  Em 2003, a revista Rolling Stone incluiu o My Life  na sua lista de 500 Melhores Álbuns de Todos os Tempos. O disco também foi incluído em outra lista, dessa vez pela revista Time, que agrupou os "100 melhores álbuns de todos os tempos". Ela é uma das únicas artistas da história a vencer prêmios Grammy por participações em 4 distintos gêneros musicais - R&B, hip-hop, pop e gospel.

## Vida Pessoal
Na década de 1990, Blige passou seis anos em um relacionamento com o cantor K-Ci Hailey. Blige se casou com seu empresário, Martin "Kendu" Isaacs, em 7 de dezembro de 2003. Em julho de 2016, Blige pediu o divórcio, citando "diferenças irreconciliáveis", que provavelmente foram causadas por casos de traição por parte de Isaacs. O divórcio do casal foi finalizado em 21 de junho de 2018.
Blige é democrata, e se apresentou para o Presidente Barack Obama na Convenção Nacional Democrata de 2012.
Mary lidou com o vício em drogas e álcool boa parte de sua vida, e revelou em uma entrevista, que está sóbria desde 2019.

## Discografia

### Álbuns de estúdio
- What's the 411? (1992)
- My Life (1994)
- Share My World (1997)
- Mary (1999)
- No More Drama (2001)
- Love & Life (2003)
- The Breakthrough (2005)
- Growing Pains (2007)
- Stronger with Each Tear (2009)
- My Life II... The Journey Continues (Act 1) (2011)
- A Mary Christmas (2013)
- The London Sessions (2014)
- Strength Of a Woman (2017)
- Good Morning Gorgeous (2022)
- Gratitude (2024)[88]